# Березовий гай (Бобровиця, Чернігів)
Березовий гай (інша назва Берізки) — районний лісопарк, розташований на території Деснянського району Чернігова . Площа — 11 га, 2,34 га. Раніше мав назву парк імені 60-річчя ВЛКСМ.

## Історія
«Парк імені 60-річчя Комсомолу» закладений у 1961 році.
У 2010 році існував проєкт реконструкції зеленої зони та створення тематичного парку «Комсомольський парк», присвяченого радянському періоду історії. Проєкт реконструкції не було здійснено.
Парк упорядкований для відпочинку городян (зона на схід від перехрестя вулиць Пухова та Доценка), після реконструкції на початку 2010-х років на замовлення Управління ЖКГ Чернігівської міськради.
2017 року, після конфлікту громадськості із місцевим забудовником щодо передачі частини площі під багатоповерхову забудову парку надано статус районного. Відповідний проєкт рішення ухвалили на засіданні виконавчого комітету Чернігівської міської ради.

## Опис
Розташований на північний схід від Бобровицького житлового масиву: на схід від перехрестя вулиць Доценка та Генерала Пухова. Розділений на дві частини (західна та східна) вулицею Кільцевою.
Є місцем відпочинку городян.
Транспорт: автобус № 24А — зуп. парк "Березовий гай" (на вул. Пухова), також за приблизно 300 м є зуп. вул.Пухова, де курсують автобуси № 24А, 27 та 30, а також тролейбуси 7, 7А та 8Т.

## Природа
Зелені насадження гаю представлені переважно березою, але також є трохи кленів. Місцевість рівнинна, але розчленована балками.
Тут налічується 25 видів рослин, зокрема 8 місцевих видів. Асортимент майбутнього парку, як і інших паркових територій міста післявоєнного періоду, створювався силами Чернігівського ботанічного саду, радгоспу «Деснянський» та КП «Зеленбуд» .

## Розваги
У парку є дитячий майданчик, повітряні гірки та лабіринт. Також біля гаю є приватні бар і піцерія. Крім, того, є мангали, столи та лавки.

Взагалі установка парку доволі зручна.